# بل دلفین
مری بل کیشنر (به انگلیسی: Mary-Belle Kirschner) (زاده ۲۳ اکتبر ۱۹۹۹) که بیشتر با نام بل دلفین (به انگلیسی: Belle Delphine) شناخته می‌شود، ستاره اینترنتی انگلیسی‌تبار متولد آفریقای جنوبی، بازیگر پورنوگرافی، مدل و یوتیوبر است. حساب‌های رسانه‌های اجتماعی او شامل عکاسی شهوانی و کاسپلی است که گاهی این دو را با هم ترکیب می‌کند. شخصیت آنلاین دلفین در سال ۲۰۱۸ میلادی از طریق کاسپلی او در اینستاگرام شروع شد. اغلب پست‌های او در شبکه‌های اجتماعی ترند (محبوب) و به میم اینترنتی تبدیل می‌شوند 
او محبوبیت جهانی دارد 
در اواسط سال ۲۰۱۹ میلادی، او با ایجاد یک حساب طنز در پورن‌هاب و فروش محصول «آب حمام گیمرگرل» (GamerGirl Bath Water) از طریق فروشگاه آنلاین خود شهرت یافت. کمی بعد حساب اینستاگرام او به دلیل نقض دستورالعمل‌های انجمن حذف شد. پس از وقفه ای از اکتبر ۲۰۱۹ تا ژوئن ۲۰۲۰، بل دلفین یک حساب اونلی‌فنز راه اندازی کرد که در آنجا محتوای بزرگسالان را منتشر می‌کرد و شروع به بارگذاری موزیک ویدیوهایی با محتوای واضح جنسی در یوتیوب کرد.
رسانه‌ها او را «دختر الکترونیکی» (E-girl) و تلفیقی بین یک ترول اینترنتی و یک هنرمند اجرا توصیف کرده‌اند. دلفین بر سبک دختر الکترونیکی تأثیر گذاشته که توسط کاربران تیک‌تاک نیز الهام گرفته شده‌است.

## اوایل زندگی

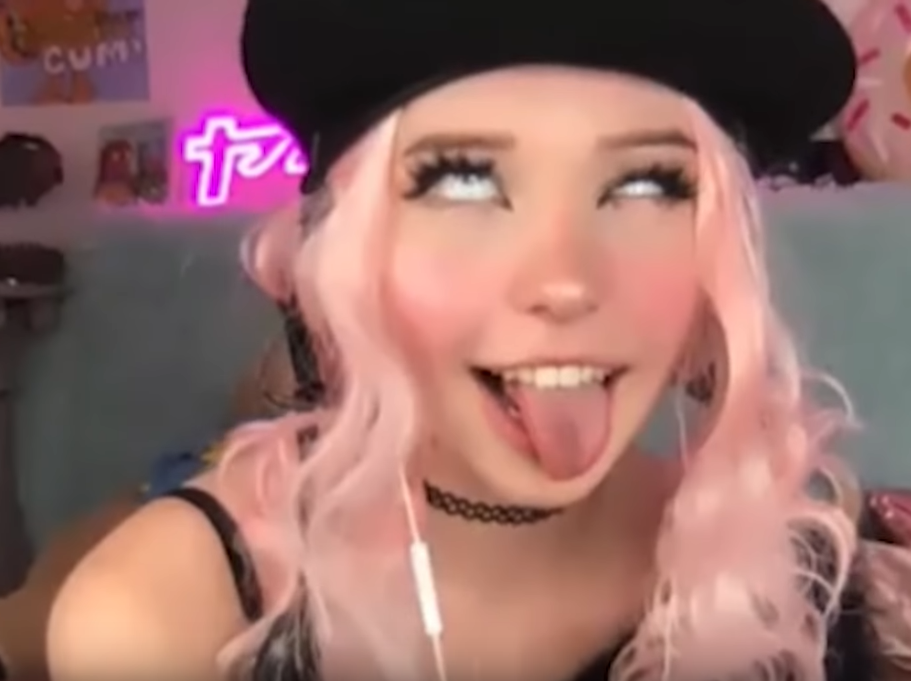
mary belle krischner

دلفین در ۲۳ اکتبر ۱۹۹۹ در آفریقای جنوبی متولد شد. او در یک خانواده مسیحی معتقد بزرگ شد. پس از طلاق والدینش، او و مادرش به انگلستان رفتند و در لیمینگتون همپشایر ساکن شدند. او در مدرسه پریستلندز تحصیل کرد، اما در ۱۴ سالگی به دلیل قلدری رایانه‌ای، ترک تحصیل کرد. در همان زمان، او تحت درمان افسردگی قرار گرفت. او به عنوان پیشخدمت، پرستار بچه و قهوه‌چی کار کرد. او شروع به ارسال تصاویر «رزولوشن پایین و کم نور» از کازپلی خود در حساب فیس بوک خود کرد، که بعداً حذف شد.

## حرفه آنلاین

### سال‌های اول و مدلینگ در اینستاگرام
دلفین از سال ۲۰۱۵ دارای حساب اینستاگرام است. در ژوئیه ۲۰۱۶، او یک حساب یوتیوب ثبت کرد. یک ماه بعد، او اولین ویدئوی خود را که آموزش آرایش بود، بارگذاری کرد. در سال ۲۰۱۸، دلفین به‌طور مرتب تصاویر مدلینگ خود را در اینستاگرام بارگذاری کرد و با استفاده از لوازم جانبی مانند کلاه گیس صورتی، جوراب ساق بلند تا پشت ران و گوش گربه ای سعی در خلق زیبایی که خودش آن را «دختر گربه ای الف عجیب» توصیف می‌کند، کرد. او همچنین به‌طور مرتب کازپلی مرتبط با بازی ویدئویی تولید می‌کرد، که شامل شخصیت‌هایی مانند هارلی کوئین و دی. وا بود. در مارس ۲۰۱۸، دلفین یک حساب پاترئون راه اندازی کرد که طرفداران در ازای حمایت می‌توانستند به مجموعه عکس‌های «شهوانی» او دسترسی پیدا کنند. در ماه سپتامبر، او دومین ویدئوی یوتیوب را با گشت و گذار در اتاق خود (روم تور) بارگذاری کرد. مجله رولینگ استون در مقاله ای نوشت که سبک او در این ویدئوی دوم با شیوه ای که او بعداً در زمان ظهور خود نشان داد، مطابقت بیشتری دارد که مجله بل دلفین را «ستاره پورنو ناشناخته پرنسس دیزنی» توصیف کرد.
در پاییز ۲۰۱۸، محبوبیت دلفین به‌طور قابل توجهی افزایش یافت. او «پس از شرکت در ترندها و چالش‌های پلتفرم» به سرعت به بالای صفحه «For You» در تیک‌تاک رسید. تصاویر دلفین در شبکه‌های اجتماعی ۴چن و ردیت پخش شد که کاربران «رویکرد طنزآمیز» بل دلفین را به عنوان «نبوغ» و «هنر نمایشی درخشان» ستایش کردند. تعداد فالوئرهای اینستاگرام دلفین از ۸۵۰٬۰۰۰ در نوامبر ۲۰۱۸ به ۴٫۲ میلیون نفر در ژوئیه ۲۰۱۹ افزایش یافت. محتوای او به‌طور قابل توجهی و اغلب شامل حالات آهِگو صورت بود. آهگو (ahegao) یک حالت صورت اغراق‌آمیز است که اغلب در انیمه بزرگسالان برای نشان دادن ارگاسم استفاده می‌شود.
همان‌طور که محبوبیت او افزایش یافت، دلفین برای محتوای خود جنجال به پا کرد. در ژانویه ۲۰۱۹، نیلیگو وایت، خالق محتوای بزرگسالان، ادعا کرد که دلفین در حالی که زیر سن قانونی بود، عکس‌های دیگر کارگران جنسی را به عنوان عکس شخصی خود منتشر می‌کرد. ویدئویی در ماه فوریه، که در آن دلفین با یک اسلحه در دست با آهنگی در مورد خودکشی می‌رقصید، جنجال‌برانگیز شد. مدت کوتاهی پس از انتشار، شایعات نادرستی از مرگ او در اینترنت پخش شد.

### حساب پورن‌هاب و آب حمام گیمرگرل
در ژوئن ۲۰۱۹، دلفین پستی در اینستاگرام گذاشت و قول داد که اگر پست به ۱ میلیون لایک برسد، یک حساب پورن‌هاب ایجاد خواهد کرد. پورن‌هاب در جواب به این پست آن را «بهترین خبر» نامید. این پست به سرعت بیش از ۱٫۸ میلیون لایک به دست آورد. همان‌طور که وعده داده بود، دلفین یک حساب پورن‌هاب ایجاد کرد و ۱۲ فیلم را در آنجا بارگذاری کرد. همه ۱۲ ویدئو ترول بودند که با عناوین و تصاویر کوچک گمراه کننده منتشر شده بودند و از نظر جنسی صریح نبودند. هر یک از ویدئوها لایک‌های ضعیفی دریافت کرد که کاربران بین ۶۶ تا ۷۷ درصد دوست ندارند. پورن‌هاب در یک گزارش آماری اشاره کرد که در تاریخ این وبسایت، فیلم‌های دلفین به بیشترین ویدیو دیس لایک شده تبدیل شده‌است. یکی از ویدئوها با عنوان «پیودی‌پای تا ته داخل بل دلفین کرد»، یک کلیپ یک دقیقه ای بود که در آن دلفین یک تصویر چاپ شده از یوتیوبر پیودی‌پای را می‌خورد. این ویدئو با شوخی مشابهی از سوی پیودی‌پای همراه شد. بعداً در سال ۲۰۱۹، دلفین برنده جایزه «محبوب‌ترین ستاره پورن‌هاب» شد. در ماه دسامبر، گزارش آمار سالانه پورن‌هاب، اعلام کرد که بل دلفین بیشترین سلبیریتی جست و جو شده در سال ۲۰۱۹ است؛ همچنین «بل دلفین» چهارمین عبارت جستجو شده سکس میکرد و دیوانه شد
در ۱ ژوئیه ۲۰۱۹، دلفین ویترین فروشگاه آنلاین خود که شامل محصولی با نام «آب حمام گیمرگرل» راه اندازی کرد. این محصول شامل باقی مانده آب حمام بل دلفین بود که داخل یک شیشه به بازار عرضه شد و ۳۰ دلار قیمت داشت (۲۴ پوند). دلفین گفت که ایده فروش این محصول از نظرات مداوم طرفداران در عکس‌های وی بود که می‌گفتند حاضرند آب حمام او بنوشند. دلفین هنگام فروش محصول این یادداشت را اضافه کرد: «این آب برای آشامیدن نیست و فقط باید برای اهداف احساسی استفاده شود». تمام محصولات ظرف سه روز به فروش رسید. آب حمام گیمرگرل با جنجال، پوشش رسانه ای و میم‌های اینترنتی روبرو شد. دو روز پس از فروش، وب سایتی ایجاد شد که از موفقیت آن استفاده کرد و «مدفوع گیمرگرل» را با قیمت کمتر از ۱۰٬۰۰۰ دلار فروخت. البته تأیید شد که این سایت با دلفین ارتباط ندارد. یک کاربر توییتر بن شده به اسم @BakeRises نوشت که محصول دلفین باعث شیوع تب‌خال شده‌است، که حذف شد. همچنین ویدیوهایی در یوتیوب منتشر شد که افراد آب حمام را می‌نوشند، آشپزی می‌کنند و آن را بخار می‌کنند. کتی بیشاپ، که برای روزنامه گاردین می‌نویسد، گزارش داد که این فروش «به‌طور گسترده مورد تمسخر» قرار گرفت.
در واکنش به افزایش فشار عمومی بر او، دلفین با گاردین مصاحبه کرد. او اظهار داشت «من خوش شانس هستم. من می‌توانم کارهای دیوانه واری انجام دهم و ببینم جهان چگونه به آن واکنش نشان می‌دهد، و قطعاً در این لذتی است، حتی اگر گاهی کمی ترسناک باشد. من برای محتوای عجیب و غریب خود واکنش بزرگتری دریافت می‌کنم اما فکر می‌کنم این فقط به این دلیل امکان‌پذیر است که من محتوای ریسکی نیز ایجاد می‌کنم.». او افزود: «من فکر می‌کنم این شگفت انگیز و سرگرم کننده بود، اما زمان آن رسیده که به کارهای جدید بپردازم. من یک دفتر خاطرات در کنار تختم دارم که پر از ایده‌های دیوانه کننده است[...] اما من منتظر هستم تا ببینیم بعدش چه خواهد شد».

### مسدودیت حساب اینستاگرام و وقفه در شبکه‌های اجتماعی
در ۱۹ ژوئیه ۲۰۱۹، حساب اینستاگرام دلفین بسته شد. سخنگوی اینستاگرام اظهار داشت که حساب او دستورالعمل‌های انجمن را نقض کرده، اگرچه پست یا دلیل خاصی ارائه نشد. در زمان بسته شدن حساب، بل دلفین بیش از ۴٫۵ میلیون دنبال کننده جمع کرده بود. دلفین اظهار داشت که برای بازیابی حساب خود با اینستاگرام در تماس است.
دلفین همچنان از حساب‌های پاترئون و توییتر خود استفاده کرد. در یک مقطع، حساب پاترئون او بیش از ۴۴۰۰ طرفدار داشت. وبسایت پولیگان نوشت که «حداقل یک مرد» در ازای مکالمه شخصی اسکایپ با دلفین، ۲۵۰۰ دلار هزینه کرد. در اواخر ماه اوت، دلفین در شبکه‌های اجتماعی خود غیرفعال شد، که باعث شد طرفداران فکر کنند که بابت دریافت محتوا در پاترئون از طرف او کلاهبرداری شده‌اند.
در ۷ اکتبر ۲۰۱۹، دلفین تصویری از خود در توئیتر توئیت کرد، با شرح اینکه او دستگیر شد. تصویر حاوی علامت «خدمات پلیس متروپولیتن» بود، اگرچه هیچ مدرک خارجی مبنی بر دستگیری پلیس متروپولیتن یا موارد دیگر وجود نداشت. دلفین بعداً اظهار داشت که شخصی در یک مهمانی همستر حیوان خانگی او را دزدیده بود و او در تلافی ماشین آن شخص را خراب کرده و منجر به دستگیری او شد. نشریات آنلاین و کاربران صحت ادعاهای او را زیر سؤال بردند. دلفین چهارمین ویدیوی یوتیوب خود را در نوامبر ۲۰۱۹، قبل از استراحت بارگذاری کرد.

### انتقال به اونلی‌فنز و محتوای پورنوگرافی
در ژوئن ۲۰۲۰، دلفین با انتشار پرودی موزیک ویدئوی آهنگ «گوبا» از خواننده رپ آمریکایی سیکس‌ناین به رسانه‌های اجتماعی بازگشت. همچنین این ویدئو حساب‌های تازه راه اندازی شده وی در اینستاگرام، تیک‌تاک و اونلی‌فنز را تبلیغ کرد. او بعداً از تیک‌تاک مسدود شد. منابع خبری اسپکتیتر و بیزنس اینسایدر گزارش دادند که حساب اونلی‌فنز او بیش از ۱٫۲ میلیون دلار (۱ میلیون پوند) در ماه درآمد دارد. در سپتامبر، دلفین یک موزیک ویدیو برای آهنگ "Plushie Gun" Doll.ia بارگذاری کرد، که شامل صدای جیر جیر او، لیسیدن تیغ تیغ و بازی با اسلحه‌های اسباب بازی بود.
در ۲۰ نوامبر ۲۰۲۰، کانال یوتیوب دلفین بدون هشدار «به دلیل نقض متعدد یا شدید سیاست‌های یوتیوب در مورد برهنگی یا محتوای جنسی» مسدود شد. این مسدودیت «تقریباً بلافاصله» پس از حذف ویدئوی Delphine "Plushie Gun" به دلیل «نقض دستورالعمل‌های محتوای جنسی سامانه» رخ داد. قبل از این، بسیاری از فیلم‌های او از نظر محتوای بزرگسالان محدودیت سنی داشتند. کانال وی قبل از مسدودیت حدود ۱٫۸ میلیون مشترک و ۷۸ میلیون بازدید ویدیو داشت. این مسدودیت انتقاد دلفین و طرفدارانش را برانگیخت و آنها پرسیدند آیا بین افراد مشهور اصلی و سازندگان محتوای مستقل مانند دلفین استاندارد دوگانه وجود دارد یا خیر. مدتی بعد کانال او بازیابی شد و یوتیوب این مسدودیت را به «اشتباه تیم بازبینی» نسبت داد. در همان زمان، دلفین شروع به ارسال مطالب بزرگسال و واضح در حساب توییتر خود کرد. در ۲۵ دسامبر ۲۰۲۰، او پورنوگرافی سخت خانگی با دوست پسر خود را در حساب اونلی‌فنز خود بارگذاری کرد.
در سال ۲۰۲۱، دلفین تصاویری از یک فیلمبرداری فانتزی ربوده شده را منتشر کرد، که چندین کاربر توییتر او را متهم به تبلیغ تجاوز کردند. دلفین از پست خود دفاع کرد و گفت: «لذت بردن از بازیگری و بی‌دی‌اس‌ام در جایی که هر دو نفر با هم توافق دارند هیچ اشکالی ندارد.»
در سال ۲۰۲۱، پس از انتقال به اونلی‌فنز، حساب دلفین به عنوان یکی از محبوب‌ترین حساب‌ها در پلت فرم شناخته شد.; هفته نامه LA او را در رتبه ۶ در سایت قرار داد و دلفین را «بهترین دختر گیمر» این پلتفرم نامید، در حالی که مردان مجله او را «برترین ستاره پورنو کازپلی در اونلی‌فنز» نامیدند..

## استقبال رسانه‌ای و تصویر عمومی

چهره ahegao بل دلفین توجه رسانه‌های قابل توجهی را به خود جلب کرد.

شخصیت و محتوای دلفین باعث کنجکاوی و بررسی دقیق کاربران آنلاین و رسانه‌ها شد. رسانه‌های مختلف، از جمله بیزنس اینسایدر، نیویورک، کوتاکو و پولیگان او را «ترول» و چندین مورد از فعالیت‌های آنلاین او را «بدلکاری» توصیف کرده‌اند. برخی از رسانه‌ها نوشتند که محتوای غالباً شهوانی دلفین دارای لایه ای طنزآمیز و کنایه آمیز است. بیزنس اینسایدر به‌طور خاص به یکی از نظرات‌های طرفداران اشاره کرد که دلفین را به «اندی وارهول ۲۰۱۹» تشبیه کرده بود. این نشریه با اشاره به او به عنوان «ترول سوررئالیستی که برای اینستاگرام زیادی است» دلفین را در رتبه ۸۹ در نسخه ۲۰۱۹ فهرست UK Tech 100 قرار داد. هدف این فهرست نشان دادن صد نفر از «جالب‌ترین، ابتکاری‌ترین و تأثیرگذارترین افراد در شکل‌گیری صحنه فناوری انگلستان» است.
دلفین خود را مدلینگ اروتیک می‌داند، اما در دسامبر ۲۰۲۰، وقتی از دلفین در مورد اینکه آیا فعالیت آنلاین خودش را به عنوان هنر اجرا می‌داند سؤال شد، او این موضوع را رد کرد. او اقدامات خود را «فقط یک شوخی» توصیف می‌کند می‌گوید که از «بازی» آنلاین لذت می‌برد و اینترنت را «مکانی واقعاً سرگرم‌کننده برای تمسخر و سر و صدا» می‌داند.
استفاده محتوای او از موضوعات فرهنگ عامه ژاپنی نیز مورد بررسی قرار گرفته‌است. به‌طور مثال دلفین از حالت چهره ahegao بسیار استفاده می‌کند، تا جایی که مجله بیزنس اینسایدر اعلام کرد دلفین به خاطر عکس‌های ahegao خود «مشهورترین» است. مجله رولینگ استون می‌نویسد که ارجاع به فرهنگ ژاپنی در محتوای دلفین انتقاداتی را برانگیخته زیرا او «متهم به نژادپرستی و ازآن‌خودسازی فرهنگی و همچنین استفاده از جنسیت دختران جوان» شده‌است. برعکس، ماریکا هاسه، بازیگر پورنوگرافی ژاپنی اظهار داشت: «من شخصیت مانگای او را بیشتر به عنوان ادای احترام می‌دانم و نژادپرستانه نیست.»